# Cinderella and the Boob
Cinderella and the Boob è un cortometraggio muto del 1913 diretto da Dell Henderson. Si tratta di una rivisitazione in chiave comica della favola di Cenerentola.

## Produzione
Il film fu prodotto dalla Biograph Company.

## Distribuzione
Distribuito dalla General Film Company, il film - un cortometraggio di 170 metri - uscì nelle sale cinematografiche USA il 22 maggio 1913. Nelle proiezioni, veniva programmato con il sistema dello split reel, accorpato in un'unica bobina con un altro cortometraggio prodotto dalla Biograph, la commedia The Hicksville Epicure.